# 多尔扎诺
多尔扎诺（義大利語：Dorzano），是意大利比耶拉省的一个市镇。总面积4平方公里，人口521人，人口密度130.3人/平方公里（2009年）。ISTAT代码为096025。